# Klaus Bodenmüller
Klaus Bodenmüller, född 6 september 1962, är en friidrottare från Österrike. Han deltog vid olympiska sommarspelen 1988 och olympiska sommarspelen 1992.